# Parker Jackson-Cartwright
Parker Jackson-Cartwright (Los Ángeles, California, USA, 12 de julio de 1995) es un jugador de baloncesto estadounidense que pertenece a la plantilla del BC Rytas de la LKL lituana. Con 1,80 metros de estatura, juega en la posición de base.

## Trayectoria deportiva
Jugó durante cuatro temporadas con los Arizona Wildcats de la Universidad de Arizona y tras no ser elegido en el Draft de la NBA de 2018, en 2019 llegó a la NBA Development League para jugar en los Westchester Knicks.
En la temporada 2019-20 llegó a Europa para jugar en los Cheshire Phoenix de la British Basketball League.
En la temporada 2020-21, firma por el Saint-Quentin de la Pro B, en el que promedia 15.6 puntos, 3.2 rebotes y 7.1 asistencias.
El 5 de julio de 2021, fichó por el Telekom Bonn de la Basketball Bundesliga.
El 8 de julio de 2022, firma por el ASVEL Lyon-Villeurbanne de la Pro A francesa, para sustituir al lesionado David Lighty.
El 18 de enero de 2023, tras romper con el Lyon, ficha por el Beşiktaş de la Basketbol Süper Ligi turca.
El 2 de agosto de 2023 firmó con los New Zealand Breakers de la NBL Australia para la temporada 2023-24.. Promedió 20,6 puntos y 5,8 asistencias por partido, ayudando a los Breakers a conseguir un récord de 13-15 y un lugar en el torneo play-in.
El 15 de marzo de 2024 fichó por el Galatasaray de la BSL turca. A pesar de formar un contrato por una temporada y media, dejó el equipo tras disputar tan solo un partido.
El 30 de enero de 2025 firmó con Rytas Vilnius de la LKL de Lituania y se unió al equipo en febrero para el resto de la temporada 2024-25.